# Louis Janssens-Smits
Louis Janssens-Smits of eigenlijk Benedikt Aloysius Louis Janssens (Sint-Niklaas, 10 oktober 1832 - 12 april 1884) was een Belgisch industrieel en politicus voor de Katholieke Partij.

## Levensloop
Janssens was een zoon van de textielindustrieel Louis Janssens en van Marie-Thérèse De Decker. Hij was een broer van de volksvertegenwoordigers Alfons Janssens en Theodoor Janssens. Hijzelf werd ook textielindustrieel en trouwde met Jeanne Smits (1834-1902), telg uit het Nederlandse geslacht Smits, waardoor hij meestal vernoemd wordt als Janssens-Smits. Hij was Vlaamsgezind, zo stapte hij onder meer mee in de Vlaamse Betoging van zijn vriend Hendrik Conscience te Brussel.
Van 1864 tot 1884 was hij voor de Katholieke Partij gemeenteraadslid van Sint-Niklaas. Hij was eveneens voorzitter van het Vincentius a Paulogenootschap in het Waasland en in 1875 werd hij de eerste voorzitter van de Davidsfondsafdeling in Sint-Niklaas. Bovendien stichtte hij eind 1866 in Sint-Niklaas de Vlaamsche Kring, een politiek-culturele vereniging die onder meer een bibliotheek met Nederlandstalige literatuur beheerde.
Vanaf 10 februari 1879 was hij voor het arrondissement Dendermonde-Sint-Niklaas lid van de Senaat ter vervanging van de overleden Isidore Van Overloop. Als voorstander van het vrij (katholiek) onderwijs tijdens de hevige (eerste) schoolstrijd liet hij een deel van zijn kasteel te Temse ombouwen tot een school. Als vriend van Hendrik Conscience behoorde hij, evenals zijn broers-parlementsleden, tot de uitgesproken Vlaamsgezinde fractie van de Katholieke Partij. Zo waren zijn geloofsbrieven voor de Senaat in het Vlaams opgesteld. Ook verdedigde hij als senator de economische belangen van het Waasland. Hij bleef lid van de Senaat tot aan zijn overlijden in april 1884.
Zijn begrafenis werd een grote Vlaamse manifestatie. Zes van de zeven lijkredes werden in het Nederlands uitgesproken. Hij werd begraven in de familiale grafkapel op de begraafplaats van Temse.